# Aniela Miszczykówna

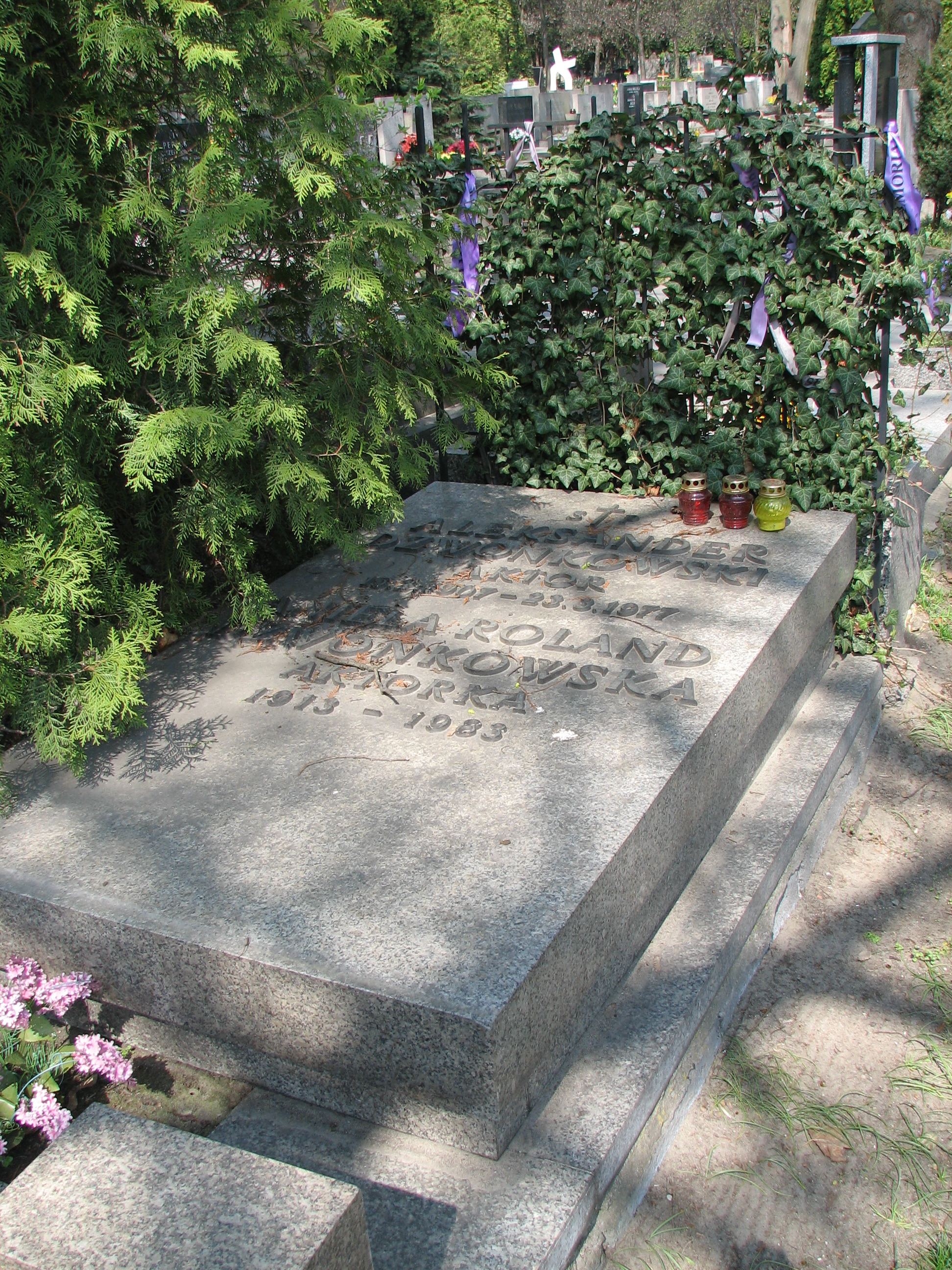
Grób Aniela Roland-Dzwonkowskiej na Cmentarzu Wojskowym na Powązkach

Aniela Miszczykówna (wł. Aniela Roland-Dzwonkowska z domu Miszczyk) (ur. 11 marca 1913 w Warszawie, zm. 20 lutego 1983 tamże) – polska aktorka i tancerka.
Uczęszczała do szkoły baletowej, która działała przy Teatrze Wielkim w Warszawie. Po złożeniu egzaminu eksternistycznego w Związku Artystów Scen Polskich w 1934 rozpoczęła występy w warszawskich teatrach rewiowych, a rok później w dramatycznych. Podczas wojny była aktorką, w 1945 dołączyła do zespołu teatru frontowego II Armii Wojska Polskiego. Gdy teatr występował w wyzwolonej Jeleniej Górze pozostała tam i przez trzy lata była aktorką Wojskowego Teatru Dolnośląskiego, a następnie powróciła do Warszawy. Przez dziesięć lat występowała na scenie Teatru Polskiego, a następnie przez jeden sezon w Teatrze Dramatycznym. W 1959 powróciła do Teatru Polskiego i występowała tam do 1961. Od 1964 do przejścia na emeryturę w 1976 występowała na deskach Teatru Narodowego.
Jej pierwszym mężem był Jerzy Roland (wł. Jerzy Konopka), drugim również aktor – Aleksander Dzwonkowski.
Pochowana na Cmentarzu Wojskowym na Powązkach w Warszawie (kwatera B35-2-20).

## Filmografia
- Manewry miłosne (1935)
- ABC miłości (1935)
- Pan Twardowski (1936)
- Trójka hultajska (1937)
- Kobiety nad przepaścią (1938)
- Mario i czarodziej (1960)
- Szczygli zaułek (1963)
- Najważniejszy dzień życia (epizod Telefon) (1974)